# William Allan Oldfield

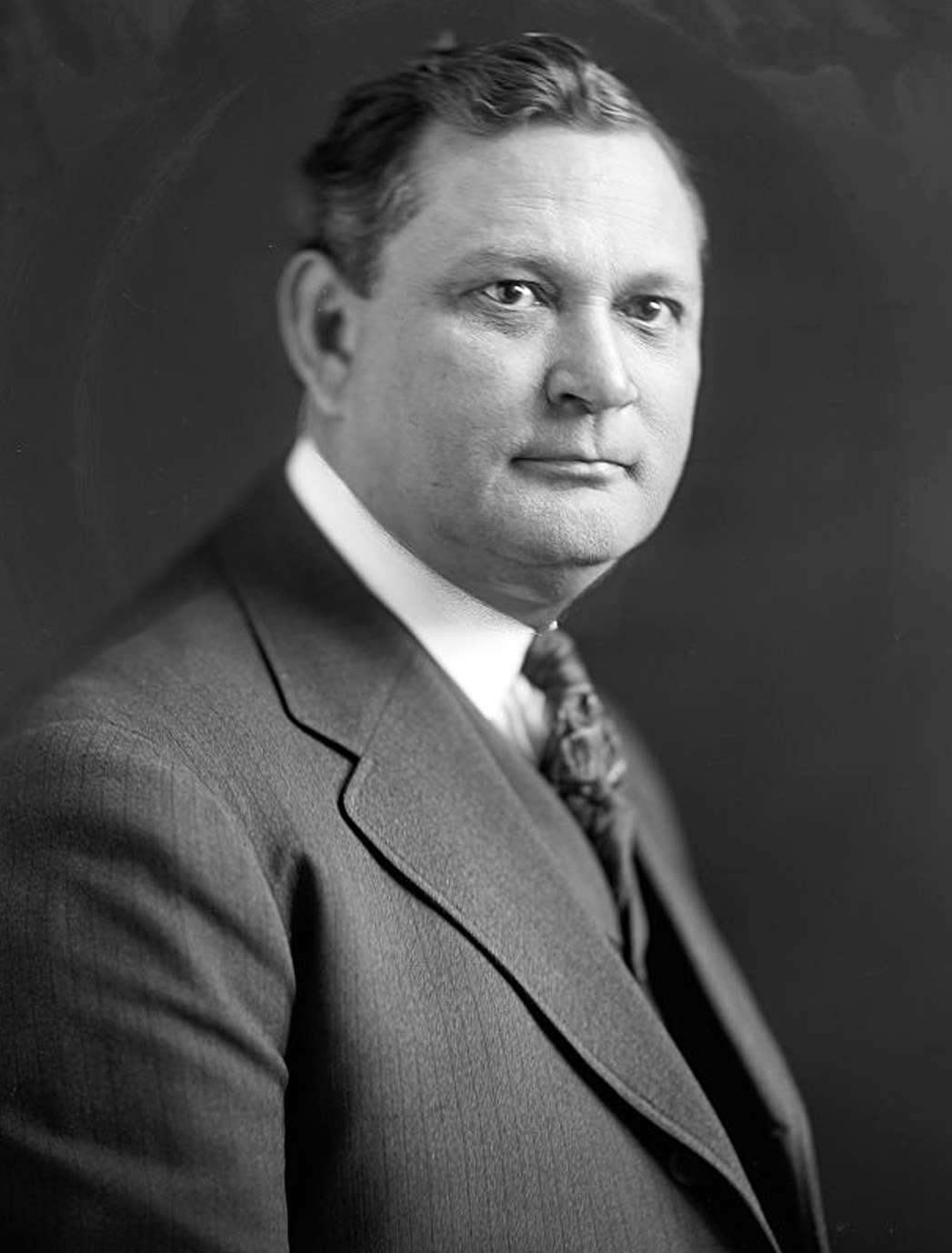
William Allan Oldfield

William Allan Oldfield (* 4. Februar 1874 in Franklin, Izard County, Arkansas; † 19. November 1928 in Washington, D.C.) war ein US-amerikanischer Politiker. Zwischen 1909 und 1928 vertrat er den zweiten Wahlbezirk des Bundesstaates Arkansas im US-Repräsentantenhaus.

## Werdegang
William Oldfield besuchte die öffentlichen Schulen seiner Heimat und danach bis 1896 das Arkansas College in Batesville. Danach arbeitete er als Lehrer, ehe er als Soldat der US Army am Spanisch-Amerikanischen Krieg teilnahm. Bis zu seinem Ausscheiden aus der Armee im März 1899 hatte er es bis zum Oberleutnant gebracht. Nach einem Jurastudium und seiner im Jahr 1900 erfolgten Zulassung als Rechtsanwalt begann er in Batesville in seinem neuen Beruf zu arbeiten. Zwischen 1902 und 1906 war Oldfield Bezirksstaatsanwalt im Independence County. Als Mitglied der Demokratischen Partei kandidierte er im Jahr 1906 erfolglos für den Kongress.
1908 wurde er im zweiten Distrikt von Arkansas in das US-Repräsentantenhaus in Washington gewählt. Dort löste er am 4. März 1909 Stephen Brundidge ab. Bei den neun folgenden Kongresswahlen wurde Oldfield jeweils bestätigt. Auch im November 1928 wurde er nochmals gewählt. Diese Legislaturperiode konnte er aber nicht mehr beginnen, weil er kurz nach der Wahl am 19. November 1928 verstarb. Während seiner Zeit im Kongress war er von 1911 bis 1915 Vorsitzender des Patentausschusses. Nach seinem Tod wurde seine Frau Pearl zu seiner Nachfolgerin gewählt.